# Műkorcsolya a 2006. évi téli olimpiai játékokon
A 2006. évi téli olimpiai játékokon a műkorcsolya négy versenyszámát a torinói Pó-parti Palavelo jégcsarnokban rendezték meg február 11. és 23. között.

## Részt vevő nemzetek
A versenyeken 35 nemzet 147 sportolója vett részt.
- Ausztrália (AUS) (1)
- Ausztria (AUT) (1)
- Azerbajdzsán (AZE) (2)
- Belgium (BEL) (1)
- Bulgária (BUL) (5)
- Csehország (CZE) (1)
- Egyesült Államok (USA) (16)
- Észtország (EST) (3)
- Fehéroroszország (BLR) (1)
- Finnország (FIN) (2)
- Franciaország (FRA) (8)
- Grúzia (GEO) (2)
- Horvátország (CRO) (1)
- Izrael (ISR) (4)
- Japán (JPN) (6)
- Kanada (CAN) (13)
- Kína (CHN) (9)
- Észak-Korea (PRK) (4)
- Lengyelország (POL) (4)
- Litvánia (LTU) (2)
- Luxemburg (LUX) (1)
- Magyarország (HUN) (5)
- Nagy-Britannia (GBR) (2)
- Németország (GER) (5)
- Olaszország (ITA) (7)
- Oroszország (RUS) (16)
- Örményország (ARM) (2)
- Románia (ROU) (2)
- Svájc (SUI) (3)
- Svédország (SWE) (1)
- Szerbia és Montenegró (SCG) (1)
- Szlovénia (SLO) (1)
- Törökország (TUR) (1)
- Ukrajna (UKR) (11)
- Üzbegisztán (UZB) (3)

## Éremtáblázat
(Az egyes számoszlopok legmagasabb értéke, vagy értékei vastagítással kiemelve.)
| A 2006. évi téli olimpiai játékok éremtáblázata műkorcsolyában | A 2006. évi téli olimpiai játékok éremtáblázata műkorcsolyában | A 2006. évi téli olimpiai játékok éremtáblázata műkorcsolyában | A 2006. évi téli olimpiai játékok éremtáblázata műkorcsolyában | A 2006. évi téli olimpiai játékok éremtáblázata műkorcsolyában | Olimpia  |
| -------------------------------------------------------------- | -------------------------------------------------------------- | -------------------------------------------------------------- | -------------------------------------------------------------- | -------------------------------------------------------------- | -------- |
|                                                                | Ország                                                         | Arany                                                          | Ezüst                                                          | Bronz                                                          | Összesen |
| 1.                                                             | Oroszország (RUS)                                              | 3                                                              | 0                                                              | 1                                                              | 4        |
| 2.                                                             | Japán (JPN)                                                    | 1                                                              | 0                                                              | 1                                                              | 1        |
|                                                                |                                                                |                                                                |                                                                |                                                                |          |
| 3.                                                             | Egyesült Államok (USA)                                         | 0                                                              | 2                                                              | 0                                                              | 2        |
| 4.                                                             | Kína (CHN)                                                     | 0                                                              | 1                                                              | 1                                                              | 2        |
| 5.                                                             | Svájc (SUI)                                                    | 0                                                              | 1                                                              | 0                                                              | 1        |
|                                                                |                                                                |                                                                |                                                                |                                                                |          |
| 6.                                                             | Kanada (CAN)                                                   | 0                                                              | 0                                                              | 1                                                              | 1        |
|                                                                | Ukrajna (UKR)                                                  | 0                                                              | 0                                                              | 1                                                              | 1        |
|                                                                |                                                                |                                                                |                                                                |                                                                |          |
| Összesen                                                       | Összesen                                                       | 4                                                              | 4                                                              | 4                                                              | 12       |

## Érmesek
| A 2006. évi téli olimpiai játékok érmesei műkorcsolyában |                                                              |        |                                                            |        |                                                                |        |
| Versenyszám                                              | Arany                                                        | Arany  | Ezüst                                                      | Ezüst  | Bronz                                                          | Bronz  |
| Férfi                                                    | Jevgenyij Pljuscsenko · Oroszország (RUS)                    | 258,33 | Stéphane Lambiel · Svájc (SUI)                             | 231,21 | Jeffrey Buttle · Kanada (CAN)                                  | 227,59 |
| Női                                                      | Arakava Sizuka · Japán (JPN)                                 | 191,34 | Sasha Cohen · Egyesült Államok (USA)                       | 183,36 | Irina Szluckaja · Oroszország (RUS)                            | 181,44 |
| Páros                                                    | Oroszország (RUS) · Tatyjana Totymjanyina · Makszim Marinyin | 204,48 | Kína (CHN) · Csang Tan (Zhang Dan) · Csang Hao (Zhang Hao) | 189,73 | Kína (CHN) · Sen Hszüe (Shen Xue) · Csao Hung-po (Zhao Hongbo) | 186,91 |
| Jégtánc                                                  | Oroszország (RUS) · Tatyjana Navka · Roman Kosztomarov       | 200,64 | Egyesült Államok (USA) · Tanith Belbin · Benjamin Agosto   | 196,06 | Ukrajna (UKR) · Olena Hrusina · Ruszlan Honcsarov              | 195,85 |